# Степное (Солонешенский район)
Степно́е — село в Солонешенском районе Алтайского края. Административный центр Степного сельсовета.

## История
Основано в 1925 году. В 1928 году посёлок Степной состоял из 11 хозяйств, основное население — русские. В административном отношении входил в состав Чагонского сельсовета Солонешенского района Бийского округа Сибирского края.

## Население
| 1926 | 1997 | 1998 | 1999 | 2000 | 2001 |
| ---- | ---- | ---- | ---- | ---- | ---- |
| 58   | ↗598 | ↘583 | ↘530 | ↘502 | ↗506 |
| 2002 | 2003 | 2004 | 2005 | 2006 | 2007 |
| ↘492 | ↘462 | ↘417 | ↘403 | ↘386 | ↘381 |
| 2008 | 2009 | 2010 | 2011 | 2012 | 2013 |
| ↘377 | ↘372 | ↘365 | ↘360 | ↘334 | ↘320 |

### Национальный состав
Согласно результатам переписи 2002 года, в национальной структуре населения русские составляли 91 %.